# Трахтенберг, Леонид Фёдорович
Леони́д Фёдорович Трахтенбе́рг (род. 20 января 1948) — советский и российский спортивный журналист. Первый хоккейный пресс-атташе в истории советского спорта.

## Биография
Родился 20 января 1948 года.
В юности играл в футбол, выступал за любительские команды Московской области. Карьеру журналиста начинал в газете «Люберецкая правда». В 1967 году опубликовал свою первую заметку в «Советском спорте».
С 1967 по 1986 работал в «Московском комсомольце» (долгое время редактор спортивного отдела), с 1987 по 1991 — в «Советском спорте». В 1988 году по предложению Виктора Тихонова стал первым пресс-атташе сборной СССР по хоккею.
В 1991 году вместе с Владимиром Кучмием и другими коллегами-журналистами ушёл из «Советского спорта» в связи с несогласием с общей политикой издания. Ими была организована новая спортивная газета — «Спорт-Экспресс».
C 1994 по 1996 годы работал пресс-атташе сборной России по футболу и московского «Спартака». Также в 1996 году работал в ФК ЦСКА: сначала исполнительным директором, затем — пресс-атташе. В 1997—1999 годах был пресс-атташе тульского «Арсенала». С 2009 по 2012 года — вновь пресс-атташе московского «Спартака». С 2013 по 2015 года работал в аналогичной должности в команде «Ростов».
С 13 июля 2016 года по 3 марта 2019 года Леонид Трахтенберг — директор департамента по связям с общественностью ОАО Футбольный клуб «Спартак-Москва».
3 марта 2019 года объявлено об отставке Трахтенберга из «Спартака». Причиной стала скандальная публикация о болельщиках на официальном сайте клуба. Публикация носила отрицательный комментарий относительно фанатов клуба. Позднее публикация была удалена. Вину за произошедшее Трахтенберг, как руководитель департамента «Спартака» по связям с общественностью взял на себя. Спустя три дня стало известно, что Трахтенберг остался в «Спартаке», приняв предложение стать консультантом, по состоянию на январь 2024 года его должность звучит как консультант департамента по связям с общественностью и пресс-службы «Спартака».
Автор справочников и книг о футболе и хоккее.[каких?]

## Награды и признание
- Медаль «За трудовое отличие» (14 ноября 1980 года) — за большую работу по подготовке и проведению Игр XXII Олимпиады[14]
- Благодарность Министра культуры и массовых коммуникаций Российской Федерации (14 августа 2006 года) — за  добросовестный труд, многолетнюю деятельность, активное участие в развитии отечественной спортивной журналистики и в связи с 15-летием выхода первого номера российской ежедневной спортивной газеты «СПОРТ-экспресс»[15].
- Первый приз «Московскому комсомольцу» за лучшее освещение московской Олимпиады среди общеполитических газет (1980)[16]
- «Золотое перо» (премия «Московского комсомольца» 1984)[1]
- Почётная премия РФПЛ «За преданность российскому футболу»[17]

Американский историк и журналист Боб Эдельман называл Трахтенберга «самым выразительным спортивным журналистом Советского Союза».